# キタノオーザ
キタノオーザは、日本の競走馬である。菊花賞を制した。兄弟には中山大障害（秋）を勝ったアシガラヤマ。朝日杯3歳ステークス、菊花賞、天皇賞（春）を制したキタノオー、朝日杯3歳ステークスを勝ったキタノヒカリがいる。
（馬齢は旧表記に統一）

## 経歴
父トサミドリは競走馬としても種牡馬としても大成功を収めたが、この馬の祖母バウアーストックは血統を証明する書類の不備のある馬であったためにサラブレッド系種（サラ系）となった。
当初は中央競馬でデビュー。2戦目の新馬を勝ち上がると、皐月賞までに5戦3勝の成績を収める。皐月賞では4番人気に支持されたが、コダマの4着に敗れる。続くNHK杯では2着に入り、東京優駿（日本ダービー）でも4番人気だったが、13着と惨敗した。
秋はセントライト記念を勝って菊花賞に臨んだ。7頭立ての5番人気だったが、三冠が掛かっていたコダマが体調不良だったためにどの馬にもチャンスがあった。レースはキタノオーザが最後の直線抜け出し、追い込むマツカゼオーを首差抑えて優勝し、兄キタノオーとの菊花賞兄弟制覇を果たした。続く有馬記念は4着だったが、コダマやマツカゼオーには先着し、能力の高さを見せた。
しかし5歳になって以降は、凡走を繰り返した。アメリカジョッキークラブカップを11着。休養明けのオープンが6着、日経賞も最下位の6着と成績が振るわなくなる。その後キタノオーザは1961年12月に中央競馬の登録を抹消。、地方の大井競馬に移籍する。当時は地方競馬と中央競馬は拮抗した関係にあったので、有力馬の移籍も珍しくなかった。しかし大井に移籍しても成績は振るわず、1962年1月8日のC2特別で9頭立ての7着などの平凡な馬になっていた。結局、地方24戦3勝の成績で登録を抹消されている。
なお、種牡馬として供用された記録は無い。古馬になってからの成績が振るわなかったのもあるが、最大の理由はサラブレッド系種であったことが原因だと思われる。引退後の消息は分かっていない。

## 血統表
| キタノオーザの血統（ブランドフォード系 / St.Simon5x5 6.25%） | キタノオーザの血統（ブランドフォード系 / St.Simon5x5 6.25%） | キタノオーザの血統（ブランドフォード系 / St.Simon5x5 6.25%） | （血統表の出典）       | （血統表の出典） |
| 父 トサミドリ 1946 鹿毛                                      | 父の父*プリメロ Primero 1931 鹿毛                            | Blandford                                                    | Swynford               | Swynford         |
| 父 トサミドリ 1946 鹿毛                                      | 父の父*プリメロ Primero 1931 鹿毛                            | Blandford                                                    | Blanche                |                  |
| 父 トサミドリ 1946 鹿毛                                      | 父の父*プリメロ Primero 1931 鹿毛                            | Athasi                                                       | Farasi                 | Farasi           |
| 父 トサミドリ 1946 鹿毛                                      | 父の父*プリメロ Primero 1931 鹿毛                            | Athasi                                                       | Athgreany              |                  |
| 父 トサミドリ 1946 鹿毛                                      | 父の母*フリッパンシー Flippancy 1924 鹿毛                    | Flamboyant                                                   | Tracery                | Tracery          |
| 父 トサミドリ 1946 鹿毛                                      | 父の母*フリッパンシー Flippancy 1924 鹿毛                    | Flamboyant                                                   | Simonath               |                  |
| 父 トサミドリ 1946 鹿毛                                      | 父の母*フリッパンシー Flippancy 1924 鹿毛                    | Slip                                                         | Robert Le Diable       | Robert Le Diable |
| 父 トサミドリ 1946 鹿毛                                      | 父の母*フリッパンシー Flippancy 1924 鹿毛                    | Slip                                                         | Snip                   |                  |
| 母 バウアーヌソル 1938 鹿毛 （サラ系）                       | 母の父*トウルヌソル Tournesol 1922 鹿毛                      | Gainsborough                                                 | Bayardo                | Bayardo          |
| 母 バウアーヌソル 1938 鹿毛 （サラ系）                       | 母の父*トウルヌソル Tournesol 1922 鹿毛                      | Gainsborough                                                 | Rosedrop               |                  |
| 母 バウアーヌソル 1938 鹿毛 （サラ系）                       | 母の父*トウルヌソル Tournesol 1922 鹿毛                      | Soliste                                                      | Prince William         | Prince William   |
| 母 バウアーヌソル 1938 鹿毛 （サラ系）                       | 母の父*トウルヌソル Tournesol 1922 鹿毛                      | Soliste                                                      | Sees                   |                  |
| 母 バウアーヌソル 1938 鹿毛 （サラ系）                       | 母の母*バウアーストック 1923 黒鹿毛 （サラ系）               | Baverstock                                                   | Maltster               | Maltster         |
| 母 バウアーヌソル 1938 鹿毛 （サラ系）                       | 母の母*バウアーストック 1923 黒鹿毛 （サラ系）               | Baverstock                                                   | Wakeful                |                  |
| 母 バウアーヌソル 1938 鹿毛 （サラ系）                       | 母の母*バウアーストック 1923 黒鹿毛 （サラ系）               | Frivolity                                                    | Charlemagne            | Charlemagne      |
| 母 バウアーヌソル 1938 鹿毛 （サラ系）                       | 母の母*バウアーストック 1923 黒鹿毛 （サラ系）               | Frivolity                                                    | Lady Florence F-No.8-e |                  |